# Smeerenburg

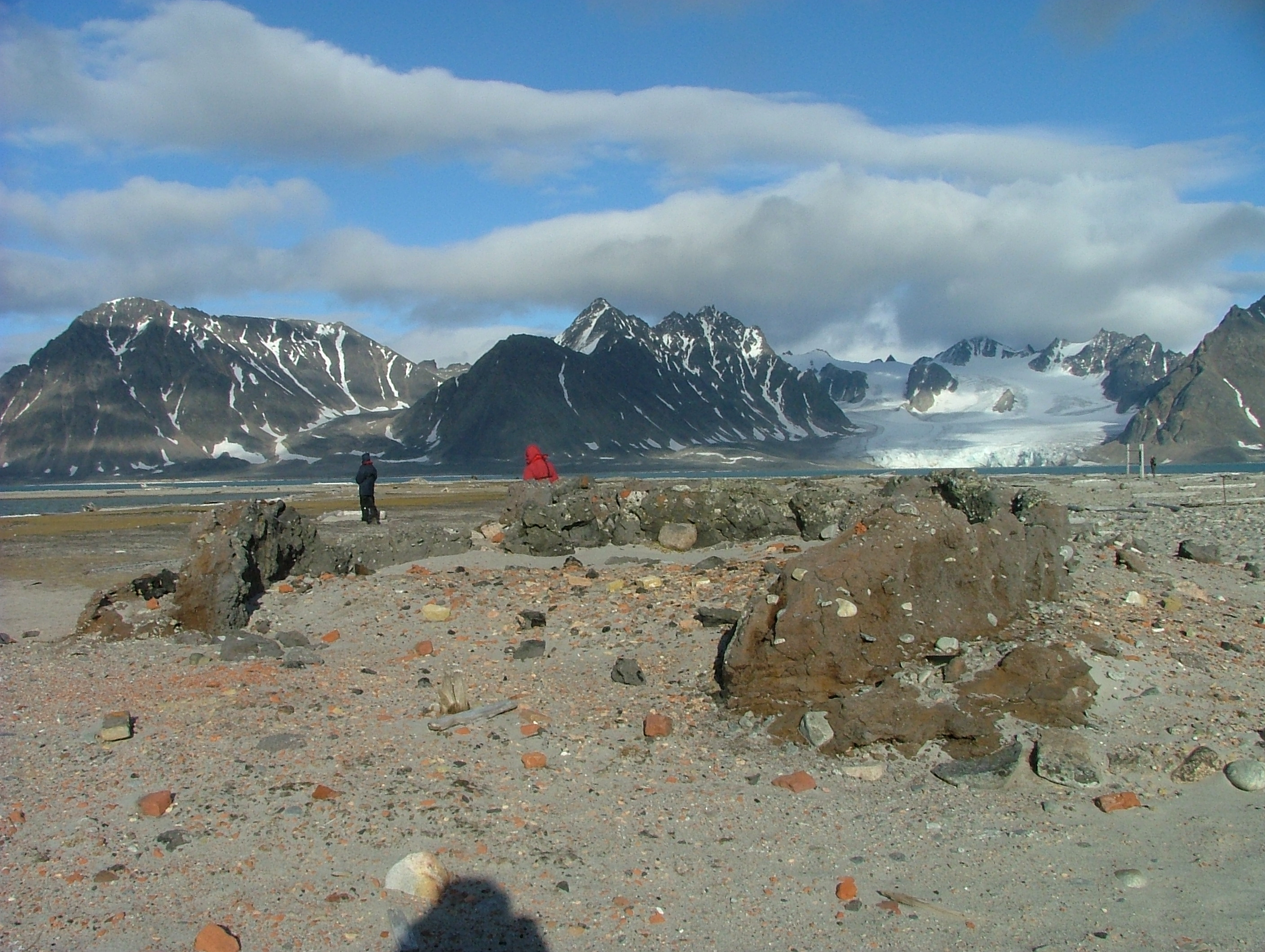
Bálnazsír-olvasztó kemencék maradványai Smeerenburgban

Smeerenburg egykori holland település a Spitzbergák-szigetcsoport északnyugati részén található Amszterdam-szigeten. A bálnavadásztelepet 1620 előtt alapították. A bálnavadászat első, intenzív korszakában az északi rész központjának számított. (A Smeerenburg név hollandul Bálnazsírvárost jelent.) A képen bálnaolaj megkötött maradványai láthatók, amelyek a nagy (2–3 méter átmérőjű) rézüstök körül rakódtak le, amelyekben a bálnaolajat olvasztották. A megmaradt olajat a tűz táplálására használták.
1660 körül a bálnavadászat hanyatlásával a települést is elhagyták lakói. 1973 óta Smeerenburg romjai az Északnyugat-Spitzbergák Nemzeti Park részét képezik.